# Glycera orientalis
Glycera orientalis är en ringmaskart som beskrevs av Buzhinskaja 1993. Glycera orientalis ingår i släktet Glycera och familjen Glyceridae. Inga underarter finns listade i Catalogue of Life.